# 코돈속
코돈속(codon屬, 학명: Codon 코돈[*])은 지치목의 단형 과인 코돈과(codon科, 학명: Codonaceae 코도나케아이[*])에 속하는 유일한 속이다. 과거에는 지치과 지치아과 코돈족(Codoneae) 아래에 분류하기도 했으나, 지치목 워킹 그룹(Boraginales Working Group)의 2016년 분류에서는 분자계통학적 근거에 따라 별개의 과로 재분류했다.

## 하위 분류
- 코돈(C. royenii L.)
- C. schenckii Schinz